# 寝屋子制度
寝屋子制度（ねやこせいど）は、三重県鳥羽市の答志島答志町で古くからおこなわれている風習。一定年齢に達した男子を世話役の大人が預かって面倒を見る制度である。

## 制度の概要
中学校を卒業した男子は寝屋子という共同生活の場で生活を送る。以前は島の全員が寝屋子に入っていたが、近年では主に長男が寝屋子に入る。本来は寝泊りする場を寝屋、寝泊りする者を寝屋子と呼んでいたが、最近は両方をまとめて寝屋子という。
日常生活全てを寝屋子で過ごすのではなく、夕食などを家庭で済ませた後に漁業を学んだり、村の祭り（神祭など）のときに大切な役目を任されたりするために、かつては毎日夕食後に集まっていたが、現在では（土曜日は漁業の休みとなる）金曜日の夜に集まるという。
寝屋を提供する者は寝屋親と呼ばれ、独身者以外の実の親より若い人から選ばれる。その条件は、第一に子供たちをまとめるリーダーシップのある人格者であり、第二には何人も一度に泊められるだけの大きい家を持つことが挙げられる（その家の娘の有無は関係がない）。正月とお盆の2回贈り物をする寝屋子のお返しとして、寝屋親が寝屋子にごちそうをふるまう。これを「寝屋子振舞い」という。
寝屋子は、メンバーのだれかが結婚すると解散するため、答志島では10組程度の寝屋子が存在している。答志島では結婚のときにふたりが仲人を務めるが、そのうち1人は寝屋親が務める。なお、寝屋子が解散しても、メンバー同士は朋友会または寝屋子兄弟という関係となり、その後も生涯にわたって強い絆で結ばれる。

## 歴史
寝屋子制度の歴史をさかのぼると、15歳になった少年が「若い衆」と呼ばれる集団の一員となったのがこの制度の始まりと考えられるが、九鬼水軍が船の漕ぎ手をすばやく集めるためいう説や江戸時代発祥という説もあり、はっきりとはしない。
現在では答志島だけに残るこの風習は、かつては伊勢志摩地方全域でみられた。
坂手島の宿屋（とまりや）制度は、大正末期に廃止されており、また答志島の桃取町でも1960年頃に寝屋子制度は自然消滅しているが、答志島は漁そのものや船掃除などの協力をしないと成立しない漁師町であることが、今日まで存続している要因であるとされる。
寝屋子制度は1985年2月19日に鳥羽市の無形民俗文化財に指定された。